# Hannelore Wegener
Hannelore Wegener (* 21. April 1940 in Chemnitz) ist eine deutsche Malerin, Schriftstellerin und Illustratorin.

## Leben
Nach dem Abitur im Jahr 1958 folgte von 1959 bis 1963 das Studium der Germanistik und der Kunsterziehung an der Karl-Marx-Universität in Leipzig. Anschließend arbeitete sie bis 1974 als Lehrerin. Im Zeitraum von 1979 bis 1991 arbeitete sie als künstlerische Mitarbeiterin in einem Kinder- und Jugendzentrum in Hermsdorf und wechselte dann bis 1997 als Kunsterzieherin an das Hermsdorfer Holzland-Gymnasium. Seit 1976 war sie Mitglied im Verband Bildender Künstler der DDR.
Bekanntheit erlangte sie durch die in mehrere Sprachen übersetzten Fabeln und Märchenbücher, die sie zusammen mit ihrem Mann und Klaus Götze im Verlag Karl Nitzsche veröffentlichte, welche als Beschäftigungsbücher (mit Bastelanleitung) konzipiert waren. Zusammen mit ihm verfasst sie auch reine Bastelbücher.

## Publikationen (Auswahl)
- Hannelore Wegener, Klaus Götze: Fabeln. Verlag Karl Nitzsche, Niederwiesa 1967, OCLC 20806341.[3]
  - Die Geschichte von dem kleinen Muck. 1971.
  - Das tapfere Schneiderlein. 1972.
  - Till Eulenspiegel. 1973.
  - Schneeweißchen und Rosenrot. 1975, OCLC 831000256.
  - Von der Bohne, die bis zum Himmel reichte. 1978.
  - Sechse kommen durch die ganze Welt. 1979, ISBN 3-7422-0007-0.
  - Das Waldhaus. 1980, ISBN 3-7422-0012-7 (6. Auflage 1990).
  - Hänsel und Gretel. 1987, ISBN 3-7422-0026-7 OCLC 179282187.
  - Rotkäppchen. 1988, ISBN 3-7422-0066-6.
- Hannelore Wegener, Klaus Götze: Wir modellieren. Verlag Karl Nitzsche, Niederwiesa 1989, ISBN 3-7422-0065-8.
- Hannelore Wegener, Klaus Götze: Salzteig. Verlag Karl Nitzsche, Niederwiesa 1990, ISBN 3-7422-0084-4.
- Hannelore Wegener: Des Kaisers neue Kleider. Verlag Karl Nitzsche, Niederwiesa 1968.
- Hannelore Wegener: König Drosselbart.  Verlag Karl Nitzsche, Niederwiesa 1969.
- Hannelore Wegener: Frau Holle. Verlag Karl Nitzsche, Niederwiesa 1974.
- Hannelore Wegener: Der Löwe und die Tiere.  Verlag Karl Nitzsche, Niederwiesa 1976.
- Hannelore Wegener: Der gestiefelte Kater.  Verlag Karl Nitzsche, Niederwiesa 1980.
- Hannelore Wegener, Wolfram Wegener: Kindergeburtstag. Verlag Karl Nitzsche, Niederwiesa 1980, ISBN 3-7422-0040-2.
- Hannelore Wegener: Jorinde und Joringel. Verlag Karl Nitzsche, Niederwiesa 1981.